# 岡本歌子
岡本 歌子（おかもと うたこ、1918年（大正7年）4月1日 - 2016年（平成28年）4月21日）は、日本の医学者。ε-アミノカプロン酸とトラネキサム酸の開発者の1人。

## 経歴

### 生い立ち〜学生時代
東京の上野と浅草のちょうど中間あたりにある下谷神社に宮司の長女として生まれた。幼少時は虚弱で、1年間休学までして療養したが、その後健康になり、区内の小学校対抗レースにリレーの選手として出るようになった。

東京府立第一高等女学校（第一高女、現・都立白鷗高校・附属中学校）に進んでからも陸上競技部に入り、走り幅跳びや短距離走の選手として活躍した。一方で、時間さえあれば図書室にこもり、「増鏡」、「古事記」、「源氏物語」などを読みふける文学少女でもあった。
第一高女では、市川源三（女子教育の先駆者で「女性である前に一人前の人間であれ」と主張）が校長であり、のちの人生に大きな影響を受けた。

第一高女を卒業後、東洋女子歯科医学専門学校に進学したが、講義に興味が持てなかった。ただ、同校に非常勤講師として来ていた慶應義塾大学医学部生理学教室の林 髞助教授の物理学の講義だけは違い、彼の自然科学への強い憧憬と、研究者の激しい気迫に満ちた講義が、自然科学に興味を持つきっかけとなった。

やがて同校を中退、基礎医学を専攻するという目的を持って、東京女子医学専門学校（女子医専、現・東京女子医科大学）に進学した。女子医専を受けるに当たって父親から、「一番で合格したら学費は出してやる」という条件が付けられたが、その条件をクリアしての入学となった。

### 研究者として
1941年（昭和16年）12月、女子医専を卒業（第二次世界大戦が始まったため6ヶ月短縮された繰り上げ卒業）後、1942年（昭和17年）1月より女子医専生理学教室の助手として勤務。慶大医学部から来ていた林 髞門下の須田 勇に師事し、脳の直接化学刺激による小脳の反応の研究を行った。小脳の一部にグルタミン酸、あるいはクエン酸の微量を注入することにより、猫の目に著しい散瞳が生じる事を発見し、小脳は自律神経系の高次の中枢であることを明らかにした。

1945年（昭和20年）6月から、慶大学医学部生理学教室助手として勤務。中枢神経生理学の研究に従事。1947年（昭和22年）11月に同教室の岡本彰祐と結婚。夫とともに「抗プラスミン剤」の研究に従事し、ε-アミノカプロン酸とトラネキサム酸の開発に成功した。これらの薬剤は現在も止血剤として広く用いられている。
1966年（昭和41年）4月、神戸学院大学栄養学部教授（生理学）に就任。「非プラスミン性線溶」の研究に従事。

### 働く母として
結婚後も家庭と仕事の両立を目指す道を選び、1949年（昭和24年）には娘久美が生まれた。研究をする女性は一生独身に限ると言われていた時代、仕事と育児を両立するためには多くの難関があった。

第1の難関は産休明けから乳児期の保育であり、第2の難関は子供が歩き出してから小学校に入るまでの育児であった。第1、第2の問題解決のために職場内（医学部内）の託児所作りに奔走したが失敗。両親や従妹の献身的協力と、知人の幼稚園の園長夫妻の協力によってこれらの問題をどうにか解決した。

しかし、働く母の育児問題で最も大きな難関は小学校入学後であった。放課後「重要な心身の発達期に、親の代わりの保護者もなしに子供を放任しておかなければならない」ということである。その問題解決のヒントになったのが、キュリ―夫人の研究所内の学校だった。彼女は研究所内に自分の子供たちを含めて子供の小さな教育の場を作ったという。そこで、小学1年生になる子供を持つ働く母親に呼びかけて賛同者を募り、子供好きの研究者や専門家である4人の先生と11人の生徒で放課後の学校（学童保育の歴史ではそのはしりと位置づけられている）が始まった。
子供たちが「すずめの学校」と名付け、小学校4年生になるまで続けられた。

## 家族
慶大医学部生理学教室の先輩である岡本彰祐（1916-2004）と結婚、「おしどり研究者」として有名であった。

子供は娘が1人、孫は2人(男1人、女1人)で、娘と女の孫が、働く母であることを受け継いでいる。

## 履歴
- 1936年（昭和11年）3月 東京府立第一高等女学校卒業
- 1941年（昭和16年）12月 東京女子医学専門学校繰り上げ卒業（6カ月短縮）
- 1942年（昭和17年）1月 東京女子医学専門学校　生理学教室助手
- 1945年（昭和20年）5月 東京女子医学専門学校を退任
- 1945年（昭和20年）6月 慶應義塾大学医学部生理学教室助手
- 1947年（昭和22年）11月 岡本彰祐と結婚
- 1966年（昭和41年）4月 神戸学院大学栄養学部教授（生理学）就任
- 1980年（昭和55年）6月 夫・彰祐とともに「血栓止血研究神戸プロジェクト委員会」創設　副代表
- 1988年（昭和63年）3月 神戸学院大学栄養学部教授を定年退職
- 1988年（昭和63年）4月 神戸学院大学栄養学部特任教授（専任）に就任
- 1990年（平成2年）3月 神戸学院大学特任教授を定年退職
- 1990年（平成2年）4月 神戸学院大学名誉教授
- 2004年（平成16年）11月-2014年7月 彰祐氏の死去に伴い、血栓止血研究神戸プロジェクト委員会　代表

## 受賞歴
- 1958年（昭和33年） 北里柴三郎賞 「線維素溶解現象の研究」
- 1964年（昭和36年） サンケイ児童出版文化大賞 「人体のすべて」（小学館）
- 1970年（昭和38年） 第2回吉岡弥生賞 「線維素溶解現象の基礎医学的研究」
- 1986年（昭和61年） サンケイ児童出版文化賞 「からだのはたらきと健康」岩波ジュニア科学講座6（岩波書店）
- 1998年　日本女性科学者の会功労賞[4]

## 著書
- 岡本彰祐・岡本歌子　訳（ポール・ショシャール著）
- 「脳の化学」白水社（1957年）
- 岡本歌子「血液」光文社（1961年）
- 岡本彰祐・岡本歌子「人体のすべて」小学館（1964年）
- 岡本歌子・大柴　進「生理学精粋」恒星社厚生閣（1971年）
- 岡本彰祐・坪井　実・岡本歌子「新生理学」講談社（1972年）
- 岡本歌子他5名「からだのはたらきと健康」岩波書店（1985年）
- 岡本彰祐・岡本歌子・船原芳範「線溶系の生理学」日本血液学全書11　出血性素因・基礎　丸善（1979年）
- 岡本歌子 編　「岡本彰祐アンソロジー」築地書簡（2008年）
- 岡本歌子「ある女性科学者の一世」ドメス出版（2008年）

## 参考資料
1. 1 2 3  岡本歌子「ある女性科学者の一世紀」　ドメス出版（2008年）
2. 1 2 3 4 5  Medical Who’s Who　神戸学院大学名誉教授　岡本 歌子, JMS 2010: 7; 74-79
3. ↑  岡本歌子　編「岡本彰祐アンソロジー」築地書簡（2008年）
4. ↑  “日本女性科学者の会　名誉会員・功労賞受賞者・奨励賞受賞者”. 日本女性科学者の会学術誌 1 (1):  65. (2000). doi:10.5939/sjws.01119.